# Awarenmark

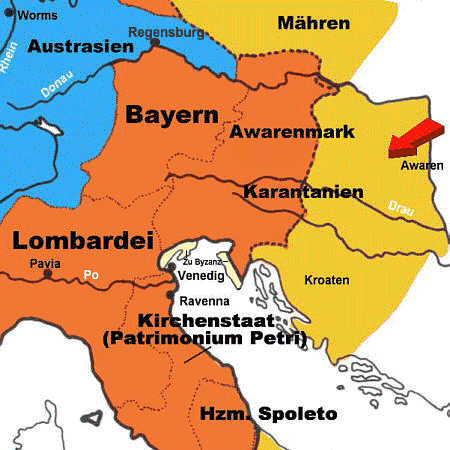
Awarenmark ở phía đông Bavaria giữa sông (Donau) và sông Drava (Drau)
Lombardia và Bavaria được Charlemagne hợp nhất trước năm 788
Lãnh thổ phụ thuộc

Awarenmark (Avaria, tiếng Đức: Awarenmark) là một huyện biên giới phía đông nam Đế quốc Caroling, được thành lập vào cuối thế kỷ thứ 8 bởi Charlemagne để chống lại người Avar trên sông Danube, hiện nay là Hạ Áo.